# Filippo Tagliani
Filippo Tagliani (ur. 14 sierpnia 1995 w Gavardo) – włoski kolarz szosowy.

## Osiągnięcia
Opracowano na podstawie:

2017
- 1. miejsce w Gemenc Grand Prix
  - 1. miejsce w klasyfikacji młodzieżowej
  - 1. miejsce w klasyfikacji punktowej
  - 1. miejsce w prologu i 1. etapie
- 3. miejsce w Trofeo Città di Brescia

2018
- 2. miejsce w igrzyskach śródziemnomorskich (start wspólny)

2022
- 1. miejsce w klasyfikacji lotnych finiszy Giro d’Italia

2024
- 1. miejsce w klasyfikacji górskiej Tour of Szeklerland

## Rankingi
| Rok             | 2017 | 2018  | 2019  | 2020 | 2021 | 2022  | 2023  | 2024  |
| --------------- | ---- | ----- | ----- | ---- | ---- | ----- | ----- | ----- |
| World Ranking   | 768. | 2256. | 2850. | -    | 906. | 1936. | 2790. | 2564. |
| UCI Europe Tour | 517. | 1500. | 1766. | -    | 694. | 1245. | -     | -     |
| UCI Africa Tour | 181. | -     |       |      |      |       |       |       |
|                 |      |       |       |      |      |       |       |       |
| Źródło: UCI     |      |       |       |      |      |       |       |       |